# Pereliskî, Brodî
Pereliskî (în ucraineană Переліски) este un sat în comuna Ponîkva din raionul Brodî, regiunea Liov, Ucraina.

## Demografie
Componența lingvistică a localității Pereliskî
     Ucraineană (100%)
Conform recensământului din 2001, toată populația localității Pereliskî era vorbitoare de ucraineană (100%).